# 商社
商社（しょうしゃ）とは、輸出入貿易ならびに国内における物資の販売を業務の中心にした、商業を営む業態の会社である。幅広い商品・サービスを取り扱う総合商社と特定の分野に特化した専門商社に区分される。広義の卸売業である。特に総合商社は日本特有の形態とされ、日本国外においても「Sogo shosha」と呼ばれる。「商社」という言葉は、幕末期の幕臣小栗忠順が英語の「company」から訳したともいわれている。

## 機能と業務内容
商社の主な機能として、大きく分けて流通・金融・情報の3つが挙げられる。それぞれの具体的な業務内容は下記の通り。大手の総合商社を除けば、これらの業務全てを行っているわけではない。また一部の機能やビジネスについては商社が直接手掛けるのでなく、グループ会社や出資・提携・取引先に委ねるケースも多く、規模や業界などに応じて様々な業務形態がある。

### 流通
貿易
輸出・輸入・三国間貿易など、国際的に物資を販売・流通させる。
販売
物資の国内卸売業務。一部の商社では小売業にも進出している。
物流・保険
貿易・販売に伴う海上・航空・陸上物資輸送ならびに保険代理業務。専門の子会社を設立し、そちらで業務を行う場合が多い。
マーケティング・商品企画
商品の販売戦略を立て、宣伝を行ったり販売ルートを確保する。あるいは、一歩進めて市場のニーズをつかみ、メーカーに対して新商品や改良を提案する。場合によっては商社自身が事業主となり、メーカーに製造を委託して自社ブランドで販売することもある。

### 金融
歴史的には、イタリア半島にあった都市国家ヴェネツィア、ジェノヴァ、フィレンツェなどの商人・商社が次第に金融に特化したのが現在の金融業の始まり。
商業銀行と商社は業態的につながりが深い。
イギリスではマーチャント・バンクの伝統があり、これは交易商人たちが次第に金融に特化していったものである。日本の総合商社はマーチャントバンクに大変類似しているとも言われる。
貿易金融
貿易において、特に輸送が海上輸送（船便）の場合には船積から仕向先への貨物到着まで数週間～数ヶ月かかる。さらに、輸出者と輸入者は物理的に離れており、互いに商品代金支払と商品引渡においてリスクを負う。この状況を解決するため、貨物が海上にある間に荷為替手形や信用状を利用して銀行を介して代金を決済、商品の所有権を円滑に移転する金融システムが国際的に発達した。これが現在でも利用されている。
デリバティブ
貿易金融に関連して海外取引の決済用に外国為替の予約を行う。また国際商品を取り扱う実需家として先物取引などのデリバティブ取引を行う。
商社金融
国内卸売業務において、物資の流通と支払サイトの差異から発生する独特の金融業務。日本的商慣習では、この商社金融が商社の売上を伸ばす方法として多用されてきた（介入取引）。
かつては商社金融における「取扱高」が売上として認識されたが、現代では商事金融業務における手数料・割引料・利息の純額部分が収益として認識されるようになったため、売上高を多く見せるための金融取引は無意味なものとなっている。
投資
子会社を設立することによって、従来本社で行っていた業務を移管したり新規事業に進出したりする場合と、既存の他事業者へ投資を行う場合がある。いずれも商社本体から見た場合には投資事業となる。投資と同時に人材の提供（多くは出向の形をとる）を行うことが多い。投資銀行などと異なるのは、商社が投資を行う場合には、同時に製品の販売契約を結ぶなどの形で貿易・販売業務につなげていくことが多い点にある。投資先は、特に総合商社においてはほとんどあらゆる産業にわたる。
ファイナンス
融資や保証を行う。主として投資先の資金調達を助けるために行われる。あるいは、シンジケートを形成するなどの手法でプロジェクト・ファイナンスを行う。

### 情報
黎明期から昭和にかけては海外支店網と海底ケーブルを利用したテレックスなどによる情報収集・伝達能力が商社の生命線といわれていた時代もあった。現在ではインターネットの進歩により、海外の情報自体は商社でなくても容易に入手できるようになってきている。このため、一般には公表されない情報の素早い入手や、情報を活用する処理能力が重視されるようになってきている。海外各国の有力政治家や実業家とのコネクションは各商社にとって重要な財産であり、また日本国にとっては「民間外交官」の役割も果たしている。情報通信技術については、メーカーや卸先との電子データ交換による受発注自動化やPOSシステム開発などを手がけるため、専門のIT子会社を持つ企業も多い。
コンビニエンスストアと総合商社は密接な提携関係を築いており、ローソンやファミリーマートは総合商社の系列企業となった。

## 上位商社の経営指標
| 会社名                         | 売上高 （百万円） | 当期純利益 （百万円） | 純資産額 （百万円） | 総資産額 （百万円） | 平均年収 （万円） |
| ------------------------------ | ----------------- | --------------------- | ------------------- | ------------------- | ----------------- |
| 三菱商事                       | 19,567,601        | 1,024,828             | 5,227,359           | 23,459,572          | 1,630             |
| 三井物産                       | 13,324,942        | 1,080,479             | 3,817,677           | 16,899,502          | 1,392             |
| 伊藤忠商事                     | 14,029,910        | 851,923               | 2,995,951           | 14,489,701          | 1,565             |
| 住友商事                       | 6,910,302         | 426,116               | 2,544,133           | 11,032,583          | 1,436             |
| 丸紅                           | 7,250,515         | 482,548               | 1,515,475           | 8,923,597           | 1,451             |
| 豊田通商                       | 10,188,980        | 340,249               | 1,196,635           | 7,059,994           | 1,100             |
| 双日                           | 2,414,649         | 103,060               | 579,124             | 2,886,873           | 1,090             |
| メディパルホールディングス     | 3,558,732         | 41,474                | 736,612             | 1,799,127           | 783               |
| アルフレッサ ホールディングス  | 2,858,500         | 29,558                | 479,859             | 1,447,625           | 725               |
| スズケン                       | 2,386,493         | 29,016                | 416,428             | 1,228,686           | 662               |
| 阪和興業                       | 2,431,980         | 38,417                | 356,765             | 1,166,986           | 807               |
| 日鉄物産                       | 2,134,282         | 33,512                | 342,828             | 1,142,057           | 833               |
| 三菱食品                       | 2,076,381         | 22,582                | 203,869             | 794,250             | 662               |
| 長瀬産業                       | 900,149           | 22,402                | 401,315             | 792,336             | 1,003             |
| 東邦ホールディングス           | 1,476,712         | 20,657                | 249,437             | 773,427             | 607               |
| 兼松                           | 985,993           | 24,586                | 176,000             | 725,347             | 902               |
| キヤノンマーケティングジャパン | 545,060           | 21,997                | 345,459             | 506,604             | 830               |
| 岡谷鋼機                       | 875,623           | 15,670                | 209,436             | 494,089             | 854               |
| 興和                           | 422,576           | △1,028                | 112,684             | 491,117             | -                 |
| 岩谷産業                       | 686,771           | 20,994                | 378,308             | 469,715             | 916               |
| あらた                         | 796,227           | 7,191                 | 82,890              | 249,712             | 538               |

## 総合商社
「総合商社」は「ラーメンから航空機まで」といわれるように取扱商品・サービスが極めて多い。この点において、日本独自の業態であると言われる。
ただし、商社冬の時代を経て、旧来のような単純な貿易・販売や商社金融業務のほとんどは現在では子会社・関係会社に移管された。総合商社本社の業務内容としては、国内・海外企業への出資、経営管理、経営層を含めた人材の派遣、ITの蓄積やシステム開発など、事業持株会社やある種の投資会社に近い機能が多くなってきている。これらの機能を活かして、総合商社自ら新規事業を立ち上げることも多い。
現在、国内で一般的・慣習的に「総合商社」と呼ばれるのは下記の7社。（売上高・純利益：2024年3月期連結。千万単位以下は切り捨て／時価総額：2021年5月30日現在。千万単位以下は切り捨て）
| 会社名     | 売上高       | 当期純利益 | 時価総額    | 略称       |
| ---------- | ------------ | ---------- | ----------- | ---------- |
| 三菱商事   | 19兆5676億円 | 1兆248億円 | 4兆4809億円 | 「商事」   |
| 伊藤忠商事 | 14兆299億円  | 8519億円   | 5兆2713億円 | 「伊藤忠」 |
| 三井物産   | 13兆3249億円 | 1兆804億円 | 4兆1224億円 | 「物産」   |
| 豊田通商   | 10兆1889億円 | 3402億円   | 1兆7844億円 | 「豊通」   |
| 丸紅       | 7兆2505億円  | 4825億円   | 1兆7170億円 | 「丸紅」   |
| 住友商事   | 6兆9103億円  | 4261億円   | 1兆9544億円 | 「住商」   |
| 双日       | 2兆4146億円  | 1030億円   | 4280億円    | 「双日」   |

### 総合商社の定義とその変遷
そもそも「総合商社」という名称は上記のように「専門商社」との対比で使われる用語で、どこまでの商社を総合商社に含めるかに関しては慣習的な部分が大きい。用語自体は1955年頃から使われるようになったものだが、戦前にも、三井物産が1890年代には「総合商社」としての形態を整えており、三菱商事、鈴木商店、岩井商店、大倉商事などがこれを追いかけた。
戦後、鉄鋼系専門商社と関西系の繊維専門商社が事業領域を拡大する一方、GHQによる財閥解体で解散させられていた三菱商事と三井物産がそれぞれ大合同を果たし、さらに住友商事が新規参入した結果、1960年前後にはいわゆる10大総合商社体制がほぼ成立した。1970年代前半までは三菱商事、三井物産、住友商事、伊藤忠商事、丸紅（丸紅飯田）、日商岩井（日商）、トーメン、ニチメン、兼松江商（兼松）、安宅産業の10社を「総合商社」「十大商社」と呼ぶことがほぼ一般的であった。その後、1977年の安宅産業の破綻と伊藤忠商事への吸収合併や日商岩井・ニチメンの合併（現・双日）といった企業統合が進んだ。また、この間に、大手専門商社であった豊田通商がトーメンを吸収することによって名実ともに総合商社化した。その反面、兼松はバブル崩壊後の経営が悪化し、業容を絞り込むことでその後再建を果たしたが、その代償として事業規模は大幅に縮小することとなった。
現在、総合商社とは、三井、三菱、住友、伊藤忠、丸紅、豊田通商、双日の「七大商社」を指し、更に三井から丸紅までは「五大商社」となる。この基準は取引の規模に基づく（豊田通商と双日の1件当たりの取引は上位5社よりやや小さい）。なお、商社の業界団体である日本貿易会の会長は「七大商社」の社長が持ち回りで就任し、2022年5月からは丸紅の國分文也が会長をつとめている。

### 成立の経緯による分類
財閥系：三菱商事・三井物産・住友商事
商事・物産は戦前から存在し、財閥解体による分割を経て再統合されたが、住商は戦後になって設立されたもので比較的歴史が新しい（その後戦前に一度、旧長谷川・竹腰建築設計事務所を合併して参入していた建築設計部門が日建設計として独立（のれん分け）している）。安田財閥のみ、商社部門がなかった。
関西五綿：伊藤忠商事、丸紅、東洋棉花（のちにトーメン→豊田通商）、日本綿花（→ニチメン→双日）、江商（→兼松江商→兼松）
繊維商社から発展した上記5社を指す。繊維製品は戦前から日本の重要な輸出品であり、棉花などの原料の輸入も活発に行われていたので、これらの商社は充実した海外ネットワークと貿易に対応できる人材・ノウハウを保有していた。戦後、その特徴を活かして高度成長期に金属・機械・エネルギー・化学品などの取り扱いを伸ばし、また、その分野の専門商社を合併して総合商社化した。
かつての戦前の大商社であった大建産業を母体とした伊藤忠や丸紅の場合は特に商社などとの合併が顕著であり、前者は安宅を元主力行（住友銀行、現在の三井住友銀行）の主導で救済合併。後者も高島屋飯田（大手百貨店・髙島屋の源流。合併後、呉服卸分野は現在の京都丸紅へ継承している）や東通（旧浅野物産。元浅野財閥系で、鉄鋼・セメント窯業系が中心の複合商社）を合併している。
その他：日商岩井（→双日、旧鈴木商店出身の日商と鉄鋼商社の岩井が合併）、安宅産業（鉄鋼商社系）

### かつての総合商社
兼松
1990年代半ばの債務免除後に事業の選択と集中を実施。IT・食料など主要4分野に特化した。総合商社に分類されることもある。
安宅産業
1977年に破綻し、伊藤忠商事に吸収合併された（安宅産業破綻）。
鈴木商店
戦前には三菱商事・三井物産以上の売上高を誇ったが、1927年に昭和金融恐慌のあおりを受けて破綻。貿易部と傘下の日本商業会社が独立して日商となり、これが後に岩井産業と合併して日商岩井となった。日商岩井は更に日本綿花から変わったニチメンと合併し、現在の双日につながる（両者とも社名に「日」の字がある）。

## 専門商社
専門商社とは、特定の分野、業種において商社活動、機能を果たす企業を指す。企業の数は非常に多い。海外では資源メジャーや穀物メジャーなど大手から中小まで無数に存在しており、国際的には専門商社の形態が一般的である。
総合商社やその分野の大手メーカーの子会社・関係会社であることが多く、総合商社とは違って旧来通りの物流・金融が現在でも業務の中心となっている。しかし、単純な輸出入・販売だけではなく、商品企画・マーケティングや流通ITなどの機能で付加価値を追求するようになっている。独立系の専門商社などでは総合商社と同様の投資業務に乗り出しているところもある。
取扱商品についてはあくまでも基本となる部分で、会社によっては新規分野への進出を図っているところもある。業務内容としては貿易を中心とするものと国内卸を中心とするもの、その両方を取り扱うものに分類できる。以下に日本国内の主な現存の専門商社を示す。

### 地方商社
- 国分北海道（北海道の食品・酒類担当、元三井物産系（旧北酒連・三井食品札幌支社）→国分系）
- 住友商事九州（九州地方・沖縄担当、住友商事系）
- 双日九州（九州地方・沖縄担当、双日の地方子会社）
- 栗林商会グループ（東北、北海道、関東、関西　（三菱、JFEと近い））

### 鉄鋼
- 日鉄物産（日本製鉄系）
- 阪和興業（独立系）
- 岡谷鋼機（独立系）
- 佐藤商事（独立系）
- メタルワン（三菱商事・双日系）
- 伊藤忠丸紅鉄鋼（伊藤忠・丸紅系）
- 三井物産スチール（三井物産系）
- 住友商事グローバルメタルズ（住友商事系）
- JFE商事（JFE系）
- 神鋼商事（神戸製鋼所系）
- 大同興業（大同特殊鋼系）
- 日立金属工具鋼（日立金属系工具材料最大手）
- ナス物産（日本冶金工業系）

### 非鉄金属
- 三菱商事RtMジャパン（旧金属商事+又一産業→旧金商又一→旧金商→旧・三菱商事ユニメタルズ、三菱商事系、鉄鋼原料も扱う）
- ラサ商事（独立系）
- 白銅 (企業)（独立系）
- アルコニックス（旧・日商岩井アルコニックス、双日系）
- 扇谷（独立系。他にリサイクル・環境事業、化学薬品、産業機械など多角的な事業を展開しており総合商社化）
- 住商メタレックス（住友商事系）
- 住金物産マテリアル（日鉄物産系）
- 豊通マテリアル（豊田通商系）
- 三井物産メタルズ（三井物産系）
- 丸紅メタル（丸紅系）
- 伊藤忠メタルズ（伊藤忠系）
- テクノアソシエ（旧・阪根産業→旧・東洋物産、住友電工系）
- 日立金属商事（日立金属系）
- 三菱マテリアルトレーディング（三菱マテリアル系）
- 古河産業（古河電工系、戦前の旧・古河商事から商社機能の大半を移管したもの）
- JX金属商事（ENEOSホールディングス系)
- アドバンストマテリアルジャパン

### 機械
- 山善（空調など小中型家電主体の商社）
- トミタ（独立系、工作機械販売主体の商社）
- 椿本興業（椿本チエイン姉妹会社）
- 豊通マシナリー（豊田通商系）
- 三菱商事マシナリ（三菱商事系）
- 東京貿易ホールディングス（旧三菱商事関係者（元東西交易ほか）が設立）
- 森村商事（森村グループ）
- 新東亜交易（兼松系）
- トラスコ中山
- 日鉄物産マテックス（日鉄物産系）
- ユアサ商事（旧・YUASA系、GS YUASAの源流、住友・りそな寄り）※子会社で廉価家電の発売・販売も行う
- ミスミ
- 守谷商会（独立系、産業用機械主体の商社）
- 日産トレーディング（日産系）
- ホンダトレーディング（ホンダ系）
- オリンパス プロマーケティング（旧・オリンパス販売、オリンパス系）
- 第一実業（三菱重工の関連商社、旧第一勧銀・三菱色）
- 東海（ガス燃料応用機器・カセットガスのメーカー商社、元伊藤忠エネクス系→現外資系（倒産前は独立系））
- イトーキ（OA関連の商社、兄弟会社である学習机メーカーのイトーキクレビオを合併してメーカー商社として再出発）
- ナカバヤシ（OA・写真アルバム関連の商社）
- ブラザー販売（ブラザー系の窓口商社）
- ヤンマー農機販売（旧・ヤンマー系農機販社各社、ヤンマー直系）
- 伊藤忠建機（伊藤忠系の建設機械販社）
- NaITO（工具主体の専門商社、現在は岡谷鋼機の傘下で再建中）

### エレクトロニクス
- トーメンデバイス（豊田通商系、韓国サムスングループと提携）
- ネクスティ エレクトロニクス（豊田通商系）
- エレマテック（旧・高千穂電気、独立系→豊田通商系）
- 加賀電子
- 高千穂交易
- マクニカ
- レスター（ソニー系）
- PALTEK（レスター傘下）
- RYODEN（三菱電機系）
- 三菱電機ホーム機器（三菱電機系）
- 立花エレテック（三菱系）
- 西華産業（三菱系）
- カナデン（旧・神奈川電気、三菱系）
- リョーサン（旧三菱系、リョーサン菱洋ホールディングス傘下）
- ルネサスイーストン（旧・イーストンエレクトロニクス、日立・ルネサス系）
- 八洲電機（日立系）
- 日立ハイテク（旧・日製産業、日立系）
- 日立アプライアンス（旧・日立家電販売（のち日立家電）→日立（本体）家電販売部門→旧・日立ホーム&ライフソリューションズ+旧・日立（本体）空調販売部門、日立系）
- 東芝ライフスタイル（美的グループ・東芝系）
- パナソニック コンシューマーマーケティング（パナソニック系）
- 福西電機（パナソニック系）
- 菱洋エレクトロ（旧NEC系、リョーサン菱洋ホールディングス傘下）
- 都築電気（富士通系）
- 富士通パーソナルズ（富士通系）
- エプソン販売（エプソン系の窓口商社、販売・宣伝広告等も担当）
- リコージャパン（旧・リコー販売等、リコー系）
- キヤノンマーケティングジャパン（旧・キヤノン販売、キヤノン系）
- 信越半導体（信越化学系）
- 三益半導体工業（半導体関連のメーカー商社。信越化学系）
- 東京エレクトロンデバイス（東京エレクトロン系、大口株主のTBSグループと関連強い）
- 萩原電気ホールディングス（独立系）
- シンフォニア商事（旧・神電商事、シンフォニア テクノロジー傘下。元神戸製鋼グループ）
- JFE商事エレクトロニクス（JFE系）
- 八洲電装（独立系、クライスラー社の自動車部品輸入販売店として1934年に創業。車載電装用電子・電気部品中心。東芝ビジネスパートナー）
- 三信電気
- 新光商事
- 佐鳥電機
- 三幸セミコンダクター
- 昭栄（旧安田系→芙蓉系、かつては繊維のメーカー商社だったが、オフィスビル賃貸・ショッピングセンター関連等の不動産分野にほぼ傾斜の状況）※同系列（戦後に共同出資）で同業準大手のヒューリック（旧・千秋商事+旧・芙蓉総合開発）を合併
- 丸文（独立系。呉服問屋として1844年に創業、1946年より機械器具、1950年代より半導体を扱う）
- Asue（丸善系）
- 双日テックイノベーション（双日系）
- チップワンストップ（米大手半導体商社アロー・エレクトロニクス系）
- 日本SGI（米SGI社日本法人、一時期NEC系に属していたことがある）

### 繊維
- エヌアイ帝人商事（元・日商岩井（現・双日）系→帝人系）
- 日鉄物産（日本製鉄系、繊維製品の海外生産・輸入、鉄鋼・食糧・機械も扱う複合商社）
- 蝶理（元旭化成系→東レ系）
- 豊島
- 双日インフィニティ（旧・ニチメンインフィニティ、双日（旧・ニチメン）系）
- アイク
- クラレトレーディング（クラレ系）
- タキヒヨー
- モリリン
- 興和（祖業は繊維関連だが現在は医薬（旧・興和新薬（現・医薬品部門）・興和創薬）・流通・ホテルなど実質総合商社化。放送局まで傘下にあった時期がある）
- 瀧定名古屋（旧瀧定社の本流（旧名古屋本社））
- スタイレム瀧定大阪（旧瀧定社の支流（旧大阪支社））
- 東光商事
- 一村産業（東レ系）
- 東レインターナショナル（繊維・化成品応用品のメーカー商社、東レ系）
- 東洋紡STC（旧新興産業、繊維関連の専門商社、東洋紡系）
- 丸佐（東レ系）
- 東洋羽毛工業（羽毛布団の通販商社）
- 西川（衣料品・寝具の専門商社）
- セシール（旧東洋物産（通信販売）、女性向け下着・衣料品主体の通販系専門商社、独立系→旧ライブドア系→現・フジサンケイ系）
- 丸八真綿（静岡発祥の寝具関連の通販商社）
- 全国月の友の会（寝具関連の通販商社）
- 第一紡績（略称・イチボウ（一紡）、双日系の繊維商社で現在は子会社ぐるみで展開の不動産が主体）
- 田村駒

### 紙・パルプ
- 日本紙パルプ商事（旧王子系、三井・旧第一勧銀系）
- 国際紙パルプ商事（王子製紙系）
- 新生紙パルプ商事（旧・大倉三幸、元日本製紙系）
- 平和紙業（特種東海色）
- アピカ（王子製紙系）
- 日本紙通商（日本製紙系、紙材・紙製品の商社）
- 旭洋（王子製紙傘下、かつての複合商社・旧旭洋から紙パルプ等の商社機能を移管した旭洋紙パルプから現商号に変更）
- 高速（食品軽包装資材の商社）
- シモジマ（包装用紙、紙袋、レジ袋等の商社）

### 日用品
医薬・化粧品等も取り扱う場合は後述を参照。
- あらた（釧路発祥の日用品卸、中四国に注力）
- ドウシシャ（生活関連用品のメーカー・商社・流通サービス）
- アイリスオーヤマ（東北のメーカー商社）
- PALTAC（パルタック）（メディパルホールディングス、樹脂系雨具（レインコート・ビニル傘）の流通でも有名）
- プラネット（ライオン系）

### 化学製品
- [三井物産ケミカル]三井物産系
- 住友商事ケミカル（住友商事系）
- 長瀬産業（旧イマジカが兄弟会社）
- 稲畑産業（住友化学系）
- オー・ジー
- 明和産業（三菱系)
- CBC
- KISCO
- ソーダニッカ
- 豊通ケミプラス（豊田通商系）
- 堺商事（堺化学系） - 売上高 39,080百万円
- 内村 - 売上高 12,333百万円
- アクロス商事（デンカ系、旧第一勧銀系）
- 岩谷瓦斯（旧・岩谷ガス工業+旧・大阪水素工業、岩谷系のガス系メーカー商社）
- ニベア花王（花王・ドイツバイヤスドルフ系）
- 昭和興産（花王 ・ADEKA（旧・旭電化工業）・住友化学系）
- 花王カスタマーマーケティング（旧・花王販売グループ+旧・花王商事、花王子会社）
- 昭光通商（昭和電工系・芙蓉グループ色）
- 森六ホールディングス
- 日新興業
- 巴工業

### 医薬品・医療関連商品
- アルフレッサ ホールディングス
- メディパルホールディングス
- スズケン
- 東邦ホールディングス
- メディセオ（メディパルホールディングス、元武田薬品系）
- カイゲン（堺化学系）
- トーカイ/日本リースキン
- フォレストホールディングス
- 日本メディカルネクスト（旧・小林メディカル、小林製薬子会社→三菱商事傘下・合弁）

### 食品
- 国分グループ本社
- 三菱食品（旧・菱食、三菱商事系）
- 双日食料（双日系）
- 日鉄物産（日本製鉄系、畜産・加工食品の輸入、鉄鋼・繊維・機械も扱う複合商社）
- 日本アクセス（元雪印系（旧・雪印アクセス時代まで）→伊藤忠系、食品流通の商社系大手の一角に）
  - 西野商事（元伊藤忠系、雪印アクセスと合併し、現・日本アクセス）
- 伊藤忠食品（旧・松下鈴木+メイカン、伊藤忠系、調理用リキュール類（主にバニラエッセンス）で有名）
- 片岡物産（「トワイニング紅茶」など多くの輸入・国内コーヒー・茶ブランドの商社）
- 東食（元三井系、現在のカーギルジャパン）
- スターゼン（食肉商社）
- 三井食品（三井物産系。北海道部門は旧北酒連と統合し同業の国分傘下へ→国分北海道）
- 加藤産業（国内産缶入り商品で「カンピー」ブランドを古くから展開、その他輸入品もいくつか取り扱う）
- 金子商店（食品添加物及び副原料の専門商社）
- エノテカ
- 豊通食料（旧・トーメンフーズ+豊通フーズ、豊田通商系）
- トーホー（業務用スーパー事業も展開）
- 石光商事（コーヒー専業の商社、アライドコーヒーロースターズ2社を商社とともに設立）
- 川商フーズ（JFE（JFE商事グループ）系、但し実質の母体は被合併会社・旧・野崎産業食品商社部門）
- 新東亜交易（元三菱商事系→兼松系）
- スミフル（旧・住商フルーツ。グレイシオ輸入元・バナナの王様『甘熟王』発売元、住友商事系）
- ロッテ商事（ロッテ系）
- ロッテ物産（ロッテ免税店関連商品の輸入元、ロッテ系）
- 三井農林（不動産・物産系→物産系に一本化）
- 日本アムウェイ（米アムウェイの日本法人、現在は同系列の「ニュートリライト」商品の展開が主体）
- 大光（業務用食品専門、業務用スーパー事業も展開）
- タジマヤ（C&Cによる食品専門、業務用スーパーや小売、ホテル事業も展開）

### 燃料・エネルギー
- 伊藤忠エネクス（伊藤忠系、全国でSSを展開）
- アストモスエネルギー（三菱系＋出光系、世界最大級のLPG元売商社）
- ENEOSグローブ（ENEOS＋三井物産＋丸紅の合弁会社）
- 丸紅エネルギー（丸紅系、出光興産の出資）
- 岩谷産業（工業用ガス主体の商社）
- シナネン（旧・品川燃料、元伊藤忠エネクス系）
- 日本瓦斯（岩谷系（現在は資本独立、米投資会社が資本介入）、旧三和・旧あさひ銀系）
- 住商CRM（住友商事系）
- エスアイエナジー（旧・住商石油、住友商事系→出光系）
- 三菱商事エネルギー（三菱商事系）
- ENEOSトレーディング（旧・日石商事→日石トレーディング→新日石トレーディング→JXトレーディング、ENEOSホールディングス系）
- 日本サン石油（ニチモウ・SUNOCO（スノコ）（旧・サン石油会社）の合弁、後者の日本法人）
- 三愛オブリ（リコー三愛グループの一員（幹事会社）、リコー関連の公益法人が筆頭株主、エクソンモービル日本法人（モービルSS）と業務提携）
- 兼松ペトロ（兼松グループ）
- キグナス石油（旧東燃・ニチモウ系→三愛オブリ子会社）

### 情報・通信
- アイ・ティー・エックス（双日系→オリンパス→日本産業パートナーズ→ノジマ傘下）
- 日商エレクトロニクス（SE系商社、双日系）
- 兼松エレクトロニクス（SE系商社、兼松系）
- 日鉄ソリューションズ（NSソリューションズ、日本製鉄系）
- アシスト（ソフトウェア専門商社、独立系）
- ティーガイア（三菱商事・住友商事系、元三井物産系、携帯電話商社。旧・テレパーク（旧三井物産系だが融資的には旧一勧色）が旧・エムエスコミュニケーションズ（略称MSコム、三菱・住友の2大総合商社の携帯商社機能が統合され設立）と対等合併し発足）
- コネクシオ（伊藤忠系、携帯電話商社。パナソニック系携帯電話商社（パナソニックテレコム）を2012年10月に吸収合併）
- 第一興商（日本最大の通信カラオケ商社、セクターではサービス業扱い[注釈 7]だが商社機能を持つ）
- エクシング（ブラザー工業傘下、通信カラオケシステムの商社、企業系列では最大規模）

### 建築・住宅資材
- SMB建材（住友商事・三井物産・丸紅系、旧・住商建材に三井物産建材商社部門を企業分割により統合した三井住商建材が、丸紅建材を吸収合併）
- 双日建材（双日系）
- 伊藤忠建材（伊藤忠系）
- JKホールディングス（独立系建材商社の持株会社、三井物産色）
- ウッドワン（旧・住建産業、広島発祥の大手建材商社）
- 三菱商事建材（三菱商事系）
- キムラ（北海道地盤の建設・住宅資材商社、不動産関連等も兼営）
- ナイス（旧・すてきナイスグループ）

### その他商品
- マジェスティ ゴルフ（旧・マルマン、ゴルフ用品・禁煙グッズ（禁煙パイポ）等の複合商社）
- 大沢商会（輸入品の専門商社、元セゾン系→ユニマット系（倒産前は独立系））
- ハピネット（玩具系商社、映像・音楽ソフトの制作・映像作品の配給も手掛ける）
- カワダ（玩具メーカーだが実態はメーカー商社扱い、同業大手のレゴジャパンと提携）
- ささき商事（麻雀用品専門商社）
- ブリヂストンスポーツ（ブリヂストン系のスポーツ用品メーカー商社、外資合弁で出発、ゴルフ主体でスタートだがテニス・ウォータースポーツ（船舶用具・ダイビング・釣り用リール関係）など広く展開）
- レゴジャパン（世界最大のブロック玩具メーカー・レゴの日本法人（旧・日本レゴ）、前述の河田と提携関係）
- メトロ科学模型（プラモデル・鉄道模型・ラジコン等の模型総合商社）
- ネットランド（インターネット・IT商社）

## 地域商社
地域おこしを目的に、名産品の販路開拓や、道の駅運営など観光事業を幅広く手掛ける法人が「地域商社」と呼ばれるようになっている。栃木県で2008年に設立されたファーマーズ・フォレスト社が先駆けとされる。政府は地域商社100社以上の設立支援を目標に掲げている。